# Kakau
Kakau este o comună din landul Saxonia-Anhalt, Germania.